# Play Press
La Play Press, nota anche come Play Media Company e Play Lifestyle Media, era una casa editrice italiana che pubblicava fumetti, manga ed anime e riviste specializzate di vario genere (informatica, videogiochi e altro).

## Storia
Attiva fin dagli anni ottanta come editore in Italia di alcuni fumetti Marvel Comics e DC Comics, la Play Press si è poi concentrata su questi ultimi quando perse nel 1994 i diritti della "Casa delle Meraviglie" a favore della Marvel Italia. Dopo aver lanciato numerose serie mensili dedicate ai supereroi DC, nel 1996 cominciò a pubblicare anche dei lussuosi volumi solo per le librerie specializzate. Per qualche tempo mise sul mercato Balboa, un fumetto incentrato sulle storie di un giovane avvocato di San Francisco, alle prese con casi che lo vedono anche nella veste di detective.
Nel corso degli anni a causa della crisi del settore si vide costretta a ridurre drasticamente il numero delle serie da edicola per passare definitivamente alle sole librerie nel 2000. Nel 2005 ha riportato nelle edicole i personaggi di Batman e Superman, rispettivamente con Batman Magazine e Superman Magazine. Nel giugno 2006 ha annunciato di aver rinunciato definitivamente ai diritti dei supereroi DC.
Le pubblicazioni di fumetti statunitensi si sono estese anche a fumetti della Dark Horse e indipendenti come Sin City, Bad Boy (di Frank Miller e Simon Bisley), Il Massacratore e Virgo, Magic o prodotti Valiant come Turok, X-O il guerriero e Solar.
Oltre ai fumetti americani, la Play Press si è dedicata anche al Giappone con le storiche riviste Play X e soprattutto Benkyo! e con la pubblicazione di manga, dapprima di genere erotico (ad esempio La clinica dell'amore o Ranmaru XXX) e successivamente allargando la proposta a diversi generi, proponendo soprattutto commedie brillanti per il target adolescenziale, come UFO Baby o Love Hina, e dal 2004 al 2006 i mensili Yatta! e Shogun, riviste-contenitore su modello delle riviste giapponesi di manga. Dal 2006 si è dedicata anche all'animazione (il primo titolo è stata la serie in 8 DVD Princess Tutu; seguono Le fiabe di Hello Kitty, Tweeny Witches, Fantasmi a scuola, Magister Negi Magi).
Nel 2007 la Play Press Publishing cambia nome in Play Media Company.
Nel corso del 2008 la Play Media Company ha interrotto senza una spiegazione ufficiale la pubblicazione di manga e anime, lasciando incompiute varie serie, tra le quali ad esempio Negima e Gacha Gacha in ambito fumettistico e Magister Negi Magi in ambito animato, chiudendo di fatto il proprio interesse verso i prodotti giapponesi e limitandosi alla vendita per qualche tempo di arretrati di serie spesso incomplete.
Dal 2013 la Play Media Company ha chiuso la sede di Formello operante nel settore dei videogiochi e trasferito la totalità delle sue pubblicazioni alla Play Lifestyle Media di Milano, di fatto il ramo aziendale che già si occupava di motori e nautica, e nel marzo del 2014 ha dichiarato fallimento. La Play Lifestyle Media ha dichiarato fallimento a novembre.

## Altri settori
La Play Media era l'editore ufficiale di Sony Computer Entertainment e l'unica licenziataria in Italia di brand di successo come World Wrestling Entertainment.
Numerose erano le sue riviste specializzate disponibili in edicola: 3 di videogame (PS Mania, Game Republic, XBox 360 Magazine Ufficiale), 5 di informatica (Chip, Android Magazine, PCWorld, MacWorld, iPad e iPhone Magazine), 2 per ragazzi (Pokémon Mania, precedentemente conosciuto come Pokémon World, Pokémon Mania Enigma), 4 di lifestyle (Playboy, Playboy Limited Edition, T3, Cafe Racer), 3 di motori (Gente Motori, Gente Motori Classic, Auto&Fuoristrada) e 4 nautici (Yacht Design, Yacht Capital, Crociere, Traghetti).